# Mario Montaño
Mario Montaño Aragón (Cochabamba, 1931 - La Paz, 2013) fue un investigador boliviano, primer antropólogo y lingüista titulado en la Universidad Mayor de San Simón. Realizó trabajos en diferentes campos como la arqueología.
El área de estudio de Montaño fueron las naciones originarias de Bolivia y sus idiomas, presentando análisis de familias lingüísticas, costumbres y cosmovisión de las mismas.
Fue alumno de Dick Ibarra Grasso en la naciente escuela de antropología de la Universidad Mayor de San Simón. Fue miembro del comité de Antropología por Bolivia en Instituto Panamericano de Geografía e Historia.

## Obra
Entre la amplia obra de Montaño se encuentran los libros:
- Antropología cultural boliviana,  La Paz, 1972 y 1977[12]
- Síntesis histórica de Oruro , 1972[1][13]
- Guía etnográfica lingüística de Bolivia en tres tomos,  La Paz , 1987 (t.1),[14] 1989 (t.2) y 1992 (t.3)
- Diccionario de mitología aymara, La Paz, 1999 y 2006
- Raíces semíticas en la religiosidad aimara y quichua, La Paz, 1979.[15]
- Mama Pacha: por los caminos de la madre tierra, "diccionario de mitología aymara" 1999[1]
- El hombre de suburbio; estudio de las áreas periféricas de Oruro,1972
- El hombre negro y su cultura en Bolivia, 2014[16]

También se halla en su obra numerosos artículos publicados en revistas locales e internacionales:
- Interpretación de las divinidades nativas y dogma cristiano. En: (eds) E. Rodríguez y A. Muriel, Religiones nativas y religión cristiana, 1972[17]